# Малий провулок (Житомир)
Малий провулок — провулок у Богунському районі міста Житомира. Розташований в історичних місцевостях Кокоричанка, Каракулі.

## Розташування
Починається за прибудинковою територією багатоквартирного будинку № 99 по вулиці Перемоги, прямує на захід і завершується кутком перед садибою № 48а по вулиці Котляревського. Має три значні повороти, зокрема два останні складають приблизно 90 градусів. Від провулку у південному напрямку відгалужуються три проїзди, що завершуються кутками. З'єднується з провулком Безименського.
Провулок є доволі вузьким, шириною, що не перевищує 9 м, а місцями складає лише 3,50 м. Довжина основної частини — 400 м.

Більша частина провулку має асфальтове покриття. 
Забудова провулка — житлова садибна. Почалася формуватися у 2-й половині XIX ст., завершилася — у середині XX ст.

## Історичні відомості
Історична назва провулка — провулок Подшивалова. Назва походить від прізвища власника садиби у провулку. На плані 1915 року провулок Подшивалова значно коротший, прямої конфігурації. За радянської влади, у період до Другої світової перейменований на провулок Малий. До будівництва у 2007 році житлового комплексу по вулиці Перемоги, 99, провулок з'єднувався з вулицею Перемоги.